# Караболка
Караболка — река в России, протекает по Кунашакскому и Каслинскому районам Челябинской области. Устье реки находится в 70 км по правому берегу реки Синара. Длина реки составляет 76 км, площадь водосборного бассейна 1170 км². Высота устья — 142 м над уровнем моря.

## Притоки
- Темряс, у Юлдашева

## Радиоактивное загрязнение
Часть реки Караболка и её водосборного бассейна находится в зоне Восточно-Уральского радиоактивного следа и подвергалась антропогенному радиоактивному загрязнению. И даже по состоянию на 2009 год, в воде реки определялся стронций-90 (1,5 Бк/л у посёлка Усть-Караболка), что в 3,3 раза ниже уровня требующего неотложного вмешательства для снижения согласно НРБ-99/2009, но значительно выше (около 300 раз) естественного фонового для рек содержания.

## Данные водного реестра
По данным государственного водного реестра России относится к Иртышскому бассейновому округу, водохозяйственный участок реки — Исеть от города Екатеринбург до впадения реки Теча, речной подбассейн реки — Тобол. Речной бассейн реки — Иртыш.
Код объекта в государственном водном реестре — 14010500612111200002997.

## Населённые пункты
- Татарская Караболка
- Ямантаева
- Юлдашева
- Сарыкаево
- Бол. Ирбакаево
- Бол. Тюлякова
- Мал. Казакбаева
- Бол. Казакбаева
- Новобурино
- Мал. Кызылова
- Бол. Кызылова
- Чекурова
- Усть-Караболка